# Indialantic
Indialantic est une ville côtière du comté de Brevard, dans l'État de Floride, aux États-Unis. Lors du recensement de 2010, sa population s’élevait à 2 720 habitants.

## Histoire
En 1919, Ernest Kouven-Hoven achète les terres d'Indialantic et fait construire un pont entre la commune de Melbourne (Floride).
En 1920, construction de l'hôtel Indialantic.

## Géographie
La commune se situe au bord de l'Océan Atlantique et entre le lagon, 'The Indian Lagoon'.
Sur la presqu’île de 56 kilomètres de long avec au nord Cap Canaveral et Cocoa Beach.

## Démographie
| 1960  | 1970  | 1980  | 1990  | 2000  | 2010  |
| ----- | ----- | ----- | ----- | ----- | ----- |
| 1 653 | 2 685 | 2 883 | 2 844 | 2 944 | 2 720 |

## Personnalités liées à la commune
- Ernest Kouwen-Hoven, homme d'affaires
- Pat Neshek, joueur de baseball des Athletics d'Oakland.
- Stefanie Scott, actrice